# Ungern i Eurovision Song Contest 2015
Ungern deltog i Eurovision Song Contest 2015 i Wien i Österrike.

## Uttagning
Landet valde sitt bidrag genom uttagningen A Dal 2015. Boggie vann med sin låt "Wars for Nothing".

## Vid Eurovision
Ungern deltog i den första semifinalen den 19 maj. Där hade de startnummer 10. De gick till final med 67 poäng och hamnade på åttonde plats.